# Phillip Goodhand-Tait
Phillip Goodhand-Tait (* 3. Januar 1945 in Hull, Yorkshire) ist ein  britischer Singer-Songwriter.
1961 gründete er die Stormsville Shakers, 1968 dann Circus. Für beide Bands, aber auch für andere wie The Love Affair schrieb er bereits in den 1960er Jahren einige Hits.
Ab 1971 veröffentlichte Phillip Goodhand-Tait Soloalben als Singer/Songwriter, die ihn auch international bekannt machten, sowie die Musik für den Film Universal Soldier mit George Lazenby.
Seine meist gefühlsbetonten Songs wurden u. a. von Musikern wie Gene Pitney, Larry Williams oder Roger Daltrey aufgenommen.
Er tourte mit Bands wie Deep Purple, Thin Lizzy oder 10cc und mit Musikern wie Elton John, Lou Reed, Bob Marley, Chris de Burgh und anderen bekannten Größen der internationalen Musikszene.
Ab 1980 wurde Phillip Goodhand-Tait auch TV-Produzent. Für zahlreiche Fernsehsendungen produzierte er Programme mit Bands wie Uriah Heep, Jethro Tull, Ten Years After, Steppenwolf, UFO und vielen anderen Bands und Solokünstlern.
1999 veröffentlichte Phillip Goodhand-Tait 48 Kindergeschichten rund um die von ihm erfundene Figur Green Ted.
Im Jahre 2003 kam es zur Wiedervereinigung der Stormsville Shakers, die für ausverkaufte Konzerte sorgte.
2006 und 2010 begleitete Phillip Goodhand-Tait musikalisch die Lesungen des Bochumer Schriftstellers Wolfgang Welt.

## Diskografie
Soloalben
- 1971 – Rehearsal
- 1971 – I Think I’ll Write A Song
- 1972 – Songfall
- 1973 – Phillip Goodhand-Tait
- 1975 – Jingle-Jangle Man (Sampler)
- 1976 – Oceans Away
- 1976 – Teaching An Old Dog New Tricks
- 1980 – Good Old Phil’s
- 2006 – An Evening With Peggy Sue
- 2008 – The Last Laugh